# Abehånden
Abehånden er en kortfilm instrueret af Sven Cordes efter eget manuskript.